# Гнатенко, Мария Алексеевна
Мария Алексеевна Гнатенко (8 июля 1942) — передовик советской лёгкой промышленности, швея-мотористка производственного швейного объединения «Работница» Министерства текстильной промышленности РСФСР, город Воронеж, полный кавалер ордена Трудовой Славы (1986).   

## Биография
Родилась 8 июля 1942 года в селе Староникольское, Хохольского района Воронежской области в русской крестьянской семье. Завершила обучение в школе в 1959 году. Продолжила учиться в городе Воронеже в школе фабрично-заводского обучения. 
Работать начала в 1961 году, трудоустроившись швеёй-мотористкой на Воронежскую фабрику «Работница». Вся её трудовая биография связана с этим предприятием.  
Быстро освоила профессию и вышла в передовики производства демонстрируя постоянно высокие производственные результаты. Регулярно перевыполняла норму выработки в два раза. В совершенстве овладела знаниями и навыками по пошиву пальто, могла подменить любого сотрудника на любой операции. Активно работала с молодёжью, готовила новых профессионалов швейного дела. С 1978 года член КПСС.   
Указом Президиума Верховного Совета СССР от 4 марта 1976 года была награждена орденом Трудовой Славы III степени. 
Указом Президиума Верховного Совета СССР от 17 марта 1981 года была награждена орденом Трудовой Славы II степени. 
В одиннадцатой пятилетки сумела выполнить десять годовых заданий и дополнительно пошила 3829 изделий.
Указом Президиума Верховного Совета СССР от 23 мая 1986 года «за большой вклад в повышение производительности труда и изготовление продукции высокого качества» была награждена орденом Трудовой Славы I степени, став полным кавалером ордена Трудовой Славы.
Затем на пенсии.
Проживает в городе Воронеже.

## Награды и звания
- Орден Трудовой Славы I степени (23.05.1986);
- Орден Трудовой Славы II степени (17.03.1981);
- Орден Трудовой Славы III степени (04.03.1976);
- медали.